# Плугатарь, Алексей Петрович
Алексей Петрович Плугатарь (17.3.1911, Сквира — 10.10.1944) — командир танковой роты 3-го танкового батальона 117-й танковой бригады 1-го танкового корпуса 2-й гвардейской армии 1-го Прибалтийского фронта, гвардии старший лейтенант.

## Биография
Родился 17 марта 1911 года в городе Сквира Киевской области в крестьянской семье. Украинец. Член КПСС с 1942 года. Окончил 7 классов. Работал в колхозе.
В 1934 году призван в ряды Красной Армии. Поступил в танковое училище, по окончании которого служил в танковых войсках. В боях Великой Отечественной войны с июня 1941 года. Командуя танковым взводом, затем ротой в составе Воронежского, Западного, 3-го Белорусского и 1-го Прибалтийского фронтов, неоднократно отличался в боях.
Утром 5 октября 1944 года сотни жерл артиллерийских орудий, миномётов обрушили двадцатиминутный огневой шквал на вражеские позиции. А когда огонь был перенесён в глубь обороны противника, в наступление пошли наши танки, за танками — пехота. Атака была настолько стремительной и неожиданной, что фашистские танки, находившиеся в засаде, не успели оказать сопротивление. В брешь, пробитую ротой А. П. Плугатаря, устремилась вся танковая бригада. Враг дрогнул и начал отступать. Танки А. П. Плугатаря шли вперёд, просачивались всё глубже и глубже в тыл противника. Смелыми маневрами они нарушали вражеские коммуникации. За танками шла моторизованная группа 16-й Литовской дивизии. Уже к вечеру первого дня наступления рота А. П. Плугатаря при поддержке батальона Литовской дивизии достигла реки Кражанте, ночью форсировала её и ворвалась на окраину местечка Кельме, важного опорного пункта врага. Здесь танки А. П. Плугатаря уничтожили 6 орудий, 4 миномётных батареи и до сотни гитлеровцев. После овладения Кельме, развивая успех наступления, его танки вышли в район огневых позиций артиллерии и резервов противника. Рота А. П. Плугатаря вырвалась далеко вперёд и оказалась в окружении. Противник из засады открыл по советским танкам ураганный огонь. А справа надвигались вражеские танки, медленно разворачивая огромные башни. Пришлось вступить в неравный бой с превосходящими силами врага. Враг был разбит. Машина А. П. Плугатаря, зайдя с тыла, врезалась в последний орудийный расчёт противника. 3 танка, 12 орудий, более 120 уничтоженных вражеских солдат и офицеров — таков итог боя.
В этом бою был тяжело ранен и впоследствии скончался в госпитале командир танкового батальона Герой Советского Союза майор Баби Владимир Зиновьевич. А. П. Плугатарь принял на себя командование и продолжил преследование противника. Смелым обходным маневром, совместно с другими подразделениями он овладел местечком Коржи и выполнил задачу командования корпуса.
10 октября 1944 года пять танков старшего лейтенанта А. П. Плугатаря много часов вели неравный бой с крупными силами врага за важный опорный пункт на пути к местечку Вайнутас. Уже были уничтожены три артиллерийских и миномётных батареи противника, четыре огневых точки. Отбита не одна контратака. В разгаре боя выбыл из строя стрелок-радист. Ранен в руку и А. П. Плугатарь. Продолжая маневрировать машиной, он сам заряжал и стрелял из орудия. Убит механик-водитель. С большим трудом освободив его место, А. П. Плугатарь повёл машину на позиции врага, ворвался в оборону, давя гусеницами огневые точки и живую силу противника. В это время сильный взрыв, на какую-то долю секунды подняв танк, бросил его снова на землю. Ударившись головой о корпус, Алексей Петрович Плугатарь получил смертельную травму.

…. звания Героя Советского Союза были удостоены многие солдаты и офицеры, в их числе и старший лейтенант Алексей Петрович Плугатарь, танковая рота которого неизменно была впереди, дерзко врываясь в боевые порядки отступавшего противника. В местечке Вайтунас в бою с превосходящими силами врага геройски погиб.
— Герой Советского Союза  Маршал Советского Союза   Баграмян И.Х.  Так  шли мы к победе. -  М: Воениздат, 1977.- С.464.

Указом Президиума Верховного Совета СССР от 24 марта 1945 года за мужество и героизм, проявленные в бою с превосходящими силами противника за важный опорный пункт у литовского местечка Вайнутас, старшему лейтенанту Алексею Петровичу Плугатарю посмертно присвоено звание Героя Советского Союза.
Похоронен в городе Ретавас Плунчесского района республики Литва.
Награждён орденом Ленина, орденами Отечественной войны 1-й и 2-й степени, орденом Красной Звезды, медалями.